# Gerd Weber
Gerd Weber (* 31. Mai 1956 in Dresden) war Fußballspieler in der DDR-Oberliga, der höchsten ostdeutschen Fußballklasse. Er spielte dort für die Sportgemeinschaft Dynamo Dresden, mit der er dreimal Meister und einmal Pokalsieger wurde. Weber ist 35-maliger Nationalspieler und wurde 1976 Olympiasieger. Nach einem aufgedeckten Fluchtversuch 1981 mit anschließender Inhaftierung flüchtete er 1989 aus der DDR.

## Fußballlaufbahn

### Jugend
Weber wuchs unter schwierigen Familienverhältnissen auf, sein Vater war Alkoholiker, zeitweise wurde er im Heim erzogen. Mit sechs Jahren wurde er in den Nachwuchs der Fußballabteilung des SC Einheit Dresden aufgenommen, die 1966 als FSV Lokomotive Dresden eigenständig wurde, und durchlief dort bis 1970 die einzelnen Teams. Zum Saisonbeginn 1970/71 wurde er zum Oberligisten Dynamo Dresden delegiert, wo er zunächst in der Jugendmannschaft eingesetzt wurde. Ab 1971 spielte er für Dynamo in der Juniorenoberliga. Im gleichen Jahr wurde er in den Kader der DDR-Juniorennationalmannschaft berufen. Am 26. September 1971 bestritt er im tschechischen Děčín in der Begegnung Tschechoslowakei – DDR (2:2), da als Verteidiger eingesetzt, sein erstes Juniorenländerspiel. Bis 1974 kam Weber auf 51 Länderspiele mit der Juniorenauswahl und stellte damit einen Rekord auf, der bis zum Ende der DDR bestehen blieb. Unmittelbar danach wurde er in die Nachwuchsnationalmannschaft aufgenommen, mit der er zwölf Länderspiele bestritt.

### DDR-Oberliga
Zu seinem ersten Einsatz in der DDR-Oberliga kam Weber am 25. August 1973. In der Partie des 3. Spieltages der Saison 1973/74 Dynamo – Stahl Riesa (5:2) wurde er in der 83. Minute für den Linksaußenstürmer Claus Lichtenberger eingewechselt. Bis zum 12. Spieltag wurde er noch in weiteren drei Oberligaspielen eingesetzt, jeweils wieder als Wechselspieler. In der Saison 1974/75 profitierte der 1,80 m große Weber von der langwierigen Verletzung des Dresdner Regisseurs Hans-Jürgen Kreische, für den er vom elften Spieltag an regelmäßig hauptsächlich als Mittelfeldspieler in der Oberligamannschaft eingesetzt wurde. Allerdings hatte das Spieljahr einen bitteren Abschluss für Weber. Dynamo hatte das DDR-Pokalendspiel erreicht, unterlag jedoch Sachsenring Zwickau nach einem 3:4 im Elfmeterschießen. Weber verschoss neben Hans-Jürgen Dörner einen der Dresdner Elfmeter. In der Spielzeit 1975/76 wurde Weber endgültig zum Stammspieler, er absolvierte 24 der 26 Oberligapunktspiele und fand als rechter Verteidiger einen festen Platz im Mannschaftsgefüge. Am Saisonende feierte er mit seiner Mannschaft, die die Meisterschaft gewonnen hatte, seinen ersten Titelgewinn. Weitere Meisterschaften kamen 1977 und 1978 hinzu. Am 28. Mai 1977 gewann er auch den DDR-Pokal nach einem 3:2-Sieg über den 1. FC Lokomotive Leipzig. Mit seinem Tor zum 2:2 in der 85. Minute nach einem 1:2-Rückstand leistete er die Vorarbeit zum 3:2-Sieg der Dresdner. Seinen Stammplatz behielt Weber bis 1980, wobei seine Einsätze zwischen Abwehr und Mittelfeld variierten. In der Spielzeit 1979/80 wurde er mit 16 Treffern Torschützenkönig der Dynamos und landete auf Platz drei der Oberliga-Torschützenliste, obwohl er nie im Sturm gespielt hatte. Zu Beginn der Saison 1980/81 fiel er zunächst durch Verletzung aus und kam erst vom achten Spieltag an bis zur Winterpause wieder regelmäßig in der Oberliga zum Einsatz. Am 24. Januar 1981 wurde Weber vor dem Abflug der Nationalmannschaft zu einer Südamerikatournee wegen versuchten „ungesetzlichen Grenzübertritts“ zusammen mit seinen Dresdner Mannschaftskameraden Peter Kotte und Matthias Müller verhaftet. Vorausgegangen war ein Abwerbeversuch des Bundesligisten 1. FC Köln. Anschließend wurden alle drei aus der SG Dynamo Dresden ausgeschlossen, Weber erhielt lebenslanges Spielverbot im gesamten DDR-Fußballspielbetrieb, Kotte und Müller wurden lebenslang für die Oberliga und die zweitklassige DDR-Liga gesperrt. Weber wurde als Hauptverdächtiger zu einer Haftstrafe von zwei Jahren und drei Monaten wegen „landesverräterischer Agententätigkeit“ und „versuchten ungesetzlichen Grenzübertritts“ verurteilt. Seine Bilanz bei Dynamo Dresden von 1973 bis 1980 weist 145 Oberligaspiele mit 43 Toren und 35 Europapokalspiele mit fünf Toren aus. In den sechs Spielzeiten zwischen 1974/75 und 1979/80, in den Weber stets mindestens 19 oder mehr der 26 Oberligasaisonspiele bestritt, kamen die Dresdner Dynamos stets auf den Medaillenrängen ein und waren mit Platz 3 1974/75 nur einmal nicht Meister oder Vizemeister.

### A-Nationalmannschaft
Nachdem sich Weber als Junioren- und Nachwuchs-Nationalspieler hervorgetan hatte und in der Oberliga zum Stammspieler geworden war, wurde er im Sommer 1975 in das Aufgebot der A-Nationalmannschaft berufen. Zu seinem ersten Länderspieleinsatz kam er am 3. September 1975 in der Begegnung Sowjetunion – DDR (0:0), als er in der 54. Minute für den rechten Mittelfeldspieler Wolfgang Seguin eingewechselt wurde. Danach hatte er mit Ausnahme des Jahres 1976 (nur zwei Einsätze) einen festen Platz in der DDR-Auswahl. Mit der DDR-Olympiaauswahl bestritt Weber sechs offizielle Länderspiele, darunter zwei Endrundenbegegnungen bei den Olympischen Spielen 1976 in Montreal (Kanada). Damit trug er zum Gewinn der Goldmedaille bei, die die DDR-Auswahl nach einem 3:1-Sieg – ohne den verletzten Weber – über Polen gewann. Für diesen Erfolg wurde er mit dem Vaterländischen Verdienstorden in Bronze ausgezeichnet. In den Qualifikationsspielen zur Fußball-Europameisterschaft 1980 in der Gruppe 4 absolvierte er, wie auch Hans-Jürgen Dörner, Reinhard Häfner und Martin Hoffmann unter Trainer Georg Buschner, alle acht Spiele gegen die Niederlande, Polen, Schweiz und Island. Bei der entscheidenden 2:3-Niederlage am 21. November 1979 in Leipzig gegen die Niederlande bildete er mit Rüdiger Schnuphase und Reinhard Häfner das Mittelfeld. Nach einer 2:0-Führung setzten sich die „Oranjes“ mit einem Tor von René van de Kerkhof in der 67. Minute durch. Das letzte seiner 35 beziehungsweise nach FIFA-Lesart 33 A-Länderspiele absolvierte Weber zwei Monate vor seiner Verhaftung am 19. November 1980 im Freundschaftsspiel zwischen der DDR und Ungarn (2:0).

## Inoffizieller Mitarbeiter der Staatssicherheit
Dynamo Dresden stand als hervorgehobene Sportgemeinschaft der DDR-Sicherheitsorgane unter besonderer Beobachtung des Ministeriums für Staatssicherheit. Dieses bediente sich dabei zahlreicher Informanten außer- und innerhalb der Oberligamannschaft. Gerd Weber wurde 1975 als Inoffizieller Mitarbeiter angeworben und erwies sich mit mehr als 70 Berichten über seine Mannschaft als ergiebige Quelle. Ihm war die Aufgabe zugeteilt worden, seine Mannschaftskameraden bei den Olympischen Spielen 1976 und bei Einsätzen im westlichen Ausland zu observieren.

## Flucht aus der DDR
1979 geriet er in Verbindung mit der Flucht prominenter DDR-Fußballspieler (Lutz Eigendorf) bei der Staatssicherheit unter Verdacht. 1981 wurden seine Fluchtpläne aufgedeckt. Von seiner Haftstrafe musste Weber elf Monate absitzen. Sein 1978 begonnenes Sportlehrerstudium durfte er nicht weiterführen. Er nahm eine Tätigkeit in einer Autowerkstatt auf und absolvierte eine Ausbildung zum Kfz-Mechaniker. Der Besuch eines Meisterlehrgangs wurde ihm verwehrt. Viermal wurden seine Begnadigungsersuche beim DDR-Fußballverband abgelehnt. Am 12. August 1989 gelang ihm mit seiner Frau und sechsjähriger Tochter die Flucht über Ungarn in die Bundesrepublik. Hier ließ er sich zum Industriekaufmann ausbilden und arbeitete anschließend als Kfz-Sachverständiger. Drei Jahre lang war er Freizeitfußballer beim SV Oberweier, danach trainierte er für kurze Zeit die Landesligamannschaft des SV Haslach. Zuletzt ließ sich Weber im badischen Friesenheim (Ortsteil Heiligenzell) nieder.

## Erfolge
- Sieger des olympischen Fußballturniers: 1976
- DDR-Meister: 1976, 1977, 1978
- DDR-Pokalsieger: 1977